# Pseudophilautus adspersus
Pseudophilautus adspersus es una especie extinta de ranas de la familia Rhacophoridae que era endémica de Sri Lanka.